# Arsene James
Arsene James (30 de octubre de 1944-29 de julio de 2018) fue un político de Santa Lucía, Antillas Menores.
Tras las elecciones de diciembre de 2001, fue elegido al Parlamento por el distrito sur de Micoud, dirigió el bloque opositor al gobierno representando al Partido Unido de los Trabajadores y ocupó la vicepresidencia de la sección local de la Asociación de Parlamentarios de la Mancomunidad Británica de Naciones (en inglés: Commonwealth Parliamentary Association).
Se desempeñó como ministro de Educación y Cultura bajo el gobierno del primer ministro John Compton entre 2006 y 2011.

## Enlaces relacionados
- Partido Unido de los Trabajadores de Santa Lucía
- Política y gobierno de Santa Lucía